# Cyanotis cerifolia
Cyanotis cerifolia là một loài thực vật có hoa trong họ Commelinaceae. Loài này được R.S.Rao & Kammathy mô tả khoa học đầu tiên năm 1966.